# Андрей Грабар
Андрей Николаевич Грабар е изкуствовед и археолог - византолог, който е сред най-добрите познавачи на българското средновековно изкуство, архитектура и култура.
Роден и получил образование в Руската империя, по-голяма част от живота си прекарва във Франция, САЩ и България и повечето негови трудове са написани на френски, английски и руски  език.

## Биография
Роден и израсъл в семейството на юрист. Учи в Киевския, Петроградския и Одеския университет. През 1919 г. пристига във Варна, впоследствие се премества в София. Живее и твори в България от 1919 до 1925 г. Член на Българския археологически институт от 1921 г. Сътрудник на Археологическия музей в София. От 1926 г. живее в Страсбург, Франция. Там защитава през 1928 г. научна работа на тема за религиозната живопис в България и за източните влияния в балканското изкуство. Историк изкуствовед, специалист по Византия.
Лектор по руски език и асистент по история на изкуствата в университета в Страсбург (1926-1928). Директор в Училището за висши изследвания в Париж (1938). Професор в Колеж дьо Франс в Париж (1946-1966). Почетен професор. Член на френската Академия за надписи и художествена проза (1955), Българската академия на науките (1969), Австралийската, Британската, Датската, Норвежката и Югославската академия на науките. Почетен доктор е на университетите в Принстън, САЩ и Упсала, Швеция. Кавалер на ордена „Pour le Mérite“. Почетен член е на дружеството „Икона“ в Париж.
От 1966 г. е в пенсия. Умира на 5 октомври 1990 г.

## За Андрей Грабар
- Божков, Ат. Приносът на Андрей Грабар за българското изкуствознание. – Изкуство, 1967, № 5, 3-6; 2314.
- Дуйчев, Ив. Андрей Грабар на 70 години. – Народна култура, № 30, 23 юли 1966.